# Josef Böhm (Kirchenmusiker, 1875)
Josef Böhm, auch Joseph Maria Böhm, (* 16. März 1875 in Oberdöbling; † 15. Dezember 1964 in Mödling) war ein österreichischer Kirchenmusiker.

## Leben
Josef Maria Böhm war ein Sohn des Chordirektors Julius Böhm und ein Neffe und Patensohn des Kirchenmusikers Josef Böhm (1841–1893), der ihn wegen seiner Fertigkeit im Orgelspiel schon im Alter von 12 Jahren an die Kirchenmusikschule des Ambrosius-Vereins, deren Direktor er war, aufnahm. Dort wurde er von Josef Labor im Orgelspiel unterrichtet. 1894 legte er die Staatsprüfung für Orgel und Klavier ab, nachdem er schon zum 1. Jänner als erster Organist an der Kirche am Hof in Wien angestellt worden war. 1895 meldete er sich freiwillig zur Militärmusik und konnte dadurch seinen Organistendienst weiter ausüben.
Nach dreieinhalb Jahren als Zugführer aus dem Militärdienst ausgeschieden, legte er 1899 die Staatsprüfung im Fach Gesang ab und wurde im selben Jahr zusätzlich zu seinem Organistendienst als Regens chori und Organist bei den Barmherzigen Brüdern in Wien 2 angestellt. 1903 erhielt er die zweite Organistenstelle am Stephansdom in Wien und wurde Orgellehrer an der Allgemeinen Musikschule.
Im Oktober 1909 gab er seine vier Anstellungen in Wien auf und trat am 1. März 1910 seine Stelle als Stiftsorganist und Musiklehrer am Konvikt des Stiftes Heiligenkreuz an, wo er mit P. Norbert Hofer zusammenarbeitete. Am 31. Jänner 1931 wurde er vom Bundespräsidenten mit dem Berufstitel Professor ausgezeichnet. Krankheitshalber legte er seinen Dienst als Stiftsorganist 1956 nieder.
Er starb am 15. Dezember 1964 in Wien im Alter von 89 Jahren. Von ihm stammen über 100 Kompositionen, davon acht Messen, drei Requien, ein Te Deum, Proprien, geistliche Lieder, weltliche Chöre und eine Suite für Streichorchester.